# Włosty (district Gołdapski)
Włosty (Duits: Flösten; 1938-1945: Bornberg) is een plaats in het Poolse woiwodschap Ermland-Mazurië, in het district Gołdapski. De plaats maakt deel uit van de stad- en landgemeente Gołdap.